# Élection du président de la Confédération suisse de 2008
 (septembre 2021).
L'élection du président de la Confédération suisse de 2008, est un scrutin au suffrage indirect visant à élire le président de la Confédération suisse pour l'année 2009.
Le 10 décembre 2008, Hans-Rudolf Merz (PRD) est élu président avec 185 voix sur 209 bulletins valables par l'assemblée fédérale.

## Déroulement

### Processus électoral
Le président de la Confédération est élu par l'Assemblée fédérale, réunissant le Conseil national et le Conseil des États, parmi les membres du Conseil fédéral le deuxième mercredi de la session d'hiver.
Son mandat dure un an et correspond à l'année civile (du 1er janvier au 31 décembre). Il n'est pas immédiatement rééligible, y compris à la vice-présidence du Conseil fédéral, mais peut remplir plusieurs mandats non successifs,.

### Élection
Le 10 décembre 2008, avec 185 voix, Hans-Rudolf Merz, du Parti radical-démocratique (PRD), est élu président de la Confédération pour l'année 2009. Il succède au président sortant Pascal Couchepin, du PRD.   
Autres candidats : Moritz Leuenberger du Parti socialiste.    